# 湯馬斯·傑弗遜大樓
湯馬斯·傑弗遜大樓（Thomas Jefferson Building）是美國國會圖書館的四棟建築中最古老的一棟，修建於1890年至1897年。這座建築最初名為國會圖書館大樓，位於獨立大道和東首都大街之間。建築的外觀是布雜藝術風格。1965年，該建築被列入國家歷史地標。